# Алдамжаров, Газиз Камашевич
Газиз Камашевич Алдамжаров (каз. Ғазиз Қамашұлы Алдамжаров; род. 31 октября 1947, с. Красный Яр, Красноярский район, Астраханская область, РСФСР, СССР) — советский и казахстанский государственный и политический деятель. Первый секретарь Коммунистической партии Казахстана (2010—2015).

## Биография
Окончил Астраханский сельскохозяйственный техникум (ветеринар, 1967), Астраханский технологический институт рыбной промышленности и хозяйства (по специальности «инженер-механик», 1972), Академию общественных наук при ЦК КПСС (1990). Сразу после института 3 года работал главным инженером рыболовного колхоза, потом 4,5 года председателем колхоза в Астраханской области. Первый секретарь Курмангазинского райкома партии, Секретарь Атырауского обкома КП Казахстана.
В 11.05.1990-7.09.1991 - Первый секретарь Гурьевского (ныне Атырауского) областного комитета КП Казахстана (в составе Гурьвской и упраздненной тогда Мангышлакской областей).
Депутат Верховного Совета РК 12-13 созывов. Председатель Контрольной палаты парламента Казахстана.
Чрезвычайный и Полномочный Посол РК в Республике Беларусь (2003—2006).
С 2010 по 2015 — первый секретарь ЦК КПК, Центрального комитета Коммунистической партии Казахстана.

## Награды
Награждён орденом «Знак Почета».

## Труды
- «О чём молчат портреты»

## Семья
Жена — Алдамжарова Маншук Гайнулловна, двое сыновей (Ренат, Арман) и 7 внуков (Жан, Меруерт, Дина, Дана, Рахим, Айнаш, Исатай)